# Lafayette (Ohio)
Lafayette – wieś w USA, w stanie Ohio, w hrabstwie Allen.
Według danych z 2010 roku wieś miała 445 mieszkańców.